# Seestermüher Marsch
Seestermüher march er en af de fire dele af Elbmarsken i det nordlige Tyskland, beliggende i det sydlige Slesvig-Holsten under distriktet Kreis Pinneberg. Den omfatter kommunerne Seestermühe, Seester og Neuendeich mellem Elbens bifloder Krückau og Pinnau.
Seestermüher march er domineret af landbrug, idet jorden tilbyder meget gode betingelser for dyrkning af korn. Kun i distriktet Kurzenmoor i kommunen Seester gør et moselandskab overlejret af tørv i udkanten af Seestermüher march ved overgangen til gesten området svært at bruge til kornavl, og her er det hovedsageligt anvendt til saftige græsgange.
Området er næsten helt omfattet af landskabspleje og som vandbeskyttelsesområde. En række sjældne og truede dyrearter findes i terrænet ved Seestermühr Elbufer.
Seestermüher march bliver, i lighed med den øvrige Elbmarsk, af flere og flere af de omkringliggende byer anvendt som rejsemål for endagsudflugter.